# صالح الدوسری
صالح الدوسری (انگلیسی: Saleh Al-Dosari؛ زادهٔ ۲۰ دسامبر ۱۹۸۷) یک بازیکن فوتبال اهل عربستان سعودی است.
از باشگاه‌هایی که در آن بازی کرده‌است می‌توان به الهلال عربستان اشاره کرد.